# 侯一钊
侯一钊（1962年—），美国数学家，加州理工学院计算与数学科学系应用和计算数学Charles Lee Powell教授。他因数值分析和数学分析方面的工作而知名。

## 生平
1982年，侯一钊获得了华南理工大学的学士学位。1987年，他获得了加州大学洛杉矶分校数学博士学位，导师是Björn Engquist， 论文题为Convergence of Particle Methods for Euler and Boltzmann Equations with Oscillatory Solutions。

## 研究
侯一钊知名于多尺度分析的研究。他是专著多尺度有限元素方法的作者。最近的工作侧重于自适应数据分析。

## 奖项和荣誉

### 奖项
- 1990年，斯隆研究金[4]
- 1997年，冯康科学计算奖[5]
- 2001年，詹姆斯·H·威尔金森数值分析和科学计算奖[6]

### 荣誉
- 1998年，国际数学家大会邀请报告[7]
- 2003年，国际工业与应用数学大会大会报告[8]
- 2009年，当选工业和应用数学学会会士[9]
- 2011年，当选美国文理科学院院士[10]
- 2012年，当选美国数学学会（AMS）会士[11]